# Ewelina Klocek
Ewelina Ptak (née Klocek le 20 mars 1987) est une athlète polonaise, spécialiste du sprint. Elle mesure 1,63 m pour 53 kg et son club est le WKS Śląsk Wrocław.

## Biographie
Le 20 mars 2016, Klocek devient vice-championne du monde en salle avec ses coéquipières du relais 4 x 400 m lors des championnats du monde en salle de Portland derrière les États-Unis (3 min 26 s 38) mais devant la Roumanie (3 min 31 s 31).

## Palmarès
| Date | Compétition                       | Lieu           | Résultat | Épreuve   | Temps         |
| ---- | --------------------------------- | -------------- | -------- | --------- | ------------- |
| 2005 | Championnats d'Europe juniors     | Kaunas         | 8e       | 200 m     | 24 s 52       |
| 2006 | Championnats du monde juniors     | Pékin          | 3e       | 200 m     | 23 s 63       |
| 2007 | Championnats du monde             | Osaka          | 8e       | 4 × 100 m | 43 s 57       |
| 2007 | Jeux mondiaux militaires          | Hyderabad      | 3e       | 200 m     | 23 s 73       |
| 2009 | Championnats d'Europe espoirs     | Kaunas         | 2e       | 200 m     | 23 s 07       |
| 2009 | Universiade                       | Belgrade       | 2e       | 4 x 100 m | 43 s 96       |
| 2011 | Championnats d'Europe par équipes | Stockholm      | 7e       | 4 × 100 m | 43 s 77       |
| 2011 | Jeux mondiaux militaires          | Rio de Janeiro | 2e       | 4 × 100 m | 44 s 35       |
| 2012 | Championnats d'Europe             | Helsinki       | 3e       | 4 × 100 m | 43 s 06       |
| 2013 | Universiade                       | Kazan          | 3e       | 4 x 100 m | 43 s 81       |
| 2014 | Championnats du monde en salle    | Sopot          | 4e       | 4 x 400 m | 3 min 29 s 89 |
| 2015 | Relais mondiaux de l'IAAF         | Nassau         | 5e       | 4 × 400 m | 3 min 29 s 30 |
| 2016 | Championnats du monde en salle    | Portland       | 2e       | 4 x 400 m | 3 min 31 s 15 |
| 2016 | Championnats d'Europe             | Amsterdam      | 4e       | 4 x 400 m | 3 min 27 s 60 |

## Records
| Épreuve | Épreuve   | Temps   | Lieu          | Date            |
| ------- | --------- | ------- | ------------- | --------------- |
| 60 m    | En salle  | 7 s 39  | Athènes       | 14 mars 2009    |
| 100 m   | Plein air | 11 s 45 | Bielsko-Biala | 8 juillet 2010  |
| 200 m   | Plein air | 23 s 07 | Kaunas        | 18 juillet 2009 |
| 200 m   | En salle  | 23 s 85 | Spala         | 27 février 2016 |
| 400 m   | Plein air | 52 s 24 | Bydgoszcz     | 24 juin 2016    |
| 400 m   | En salle  | 52 s 86 | Toruń         | 6 mars 2016     |